# فونزاسو
فونزاسو هي (بالإيطالية: Fonzaso)‏ بلدية في مقاطعة بلونة في منطقة فنيتة الإيطالية، وتقع على بعد 80 كيلومترًا (50 ميلًا) شمال غرب مدينة البندقية و35 كيلومترًا (22 ميلًا) جنوب غرب بلونة.